# William Gilbert Rees
William Gilbert Rees (6 avril 1827 - 31 octobre 1898) était un explorateur, un arpenteur et un premier colon à Central Otago, en Nouvelle-Zélande. Lui et son compatriote Nicholas von Tunzelmann furent les premiers européens à s’installer dans le bassin du Wakatipu. Rees est considéré comme le fondateur de Queenstown.

## Biographie
Il est né à Haroldston St. Issell's (en), Pembrokeshire, pays de Galles en 1827. Son père était commandant de la Royal Navy. Il a fait ses études à la Royal Naval School.
Rees emigrated to New South Wales in 1852, where he became a sheep farmer. He returned to England in 1858 to marry his childhood sweetheart, his cousin Frances Rebecca Gilbert (born November 1838).
Il émigre en Nouvelle-Galles du Sud en 1852, où il devient éleveur de moutons. Il retourna en Angleterre en 1858 pour épouser son amie d’enfance, sa cousine Frances Rebecca Gilbert (née en novembre 1838),.
Il a établi une ferme de pays élevé en 1860 à proximité de l’emplacement actuel du centre-ville de Queenstown. Sa ferme était située près de l’embouchure de la rivière Kawarau, sur le site de l’hôtel Hilton actuel. Certains bâtiments historiques ont été préservés.
La banlieue Frankton de Queenstown a été nommée d’après sa femme Frances. Cecil Peak et Walter Peak ont été nommés d’après les premiers prénoms de son fils.
L’or a été découvert non loin du nord-est deux ans plus tard, au point où Rees a converti son hangar à laine en un hôtel nommé « the Queen's Arms » (les armoiries de la Reine), maintenant connu sous le nom Eichardt's Hotel (en). Aujourd’hui, Rees est considéré comme le père fondateur de Queenstown. 
Il a été un des premiers joueurs néo-zélandais de cricket, étant né dans une famille avec des liens importants avec ce sport. Il était membre de la famille Grace (en) et était un cousin de W. G. Grace, une des premières vedettes du jeu. Il est apparu dans un match de première classe pour la Nouvelle-Galles du Sud en 1857 ; son cousin William Lee Rees (en) a joué pour l'équipe du Victoria dans le même match. Il a également été un fervent anglican et a aidé à la construction de l’église Saint-Pierre, dans le centre de Queenstown, qui a été achevée en 1863.
La rivière Rees, dans le centre d’Otago, porte son nom, et sa statue se dresse sur la rue Rees, près de la jetée de la ville. Il y a un hôtel appelé The Rees sur Frankton Road à Queenstown qui porte son nom et un pont sur la route nationale 6 nommé en son honneur.
Il mourut à Blenheim, en Nouvelle-Zélande, le 31 octobre 1898 et fut enterré au cimetière d'Omaka.

## Galerie

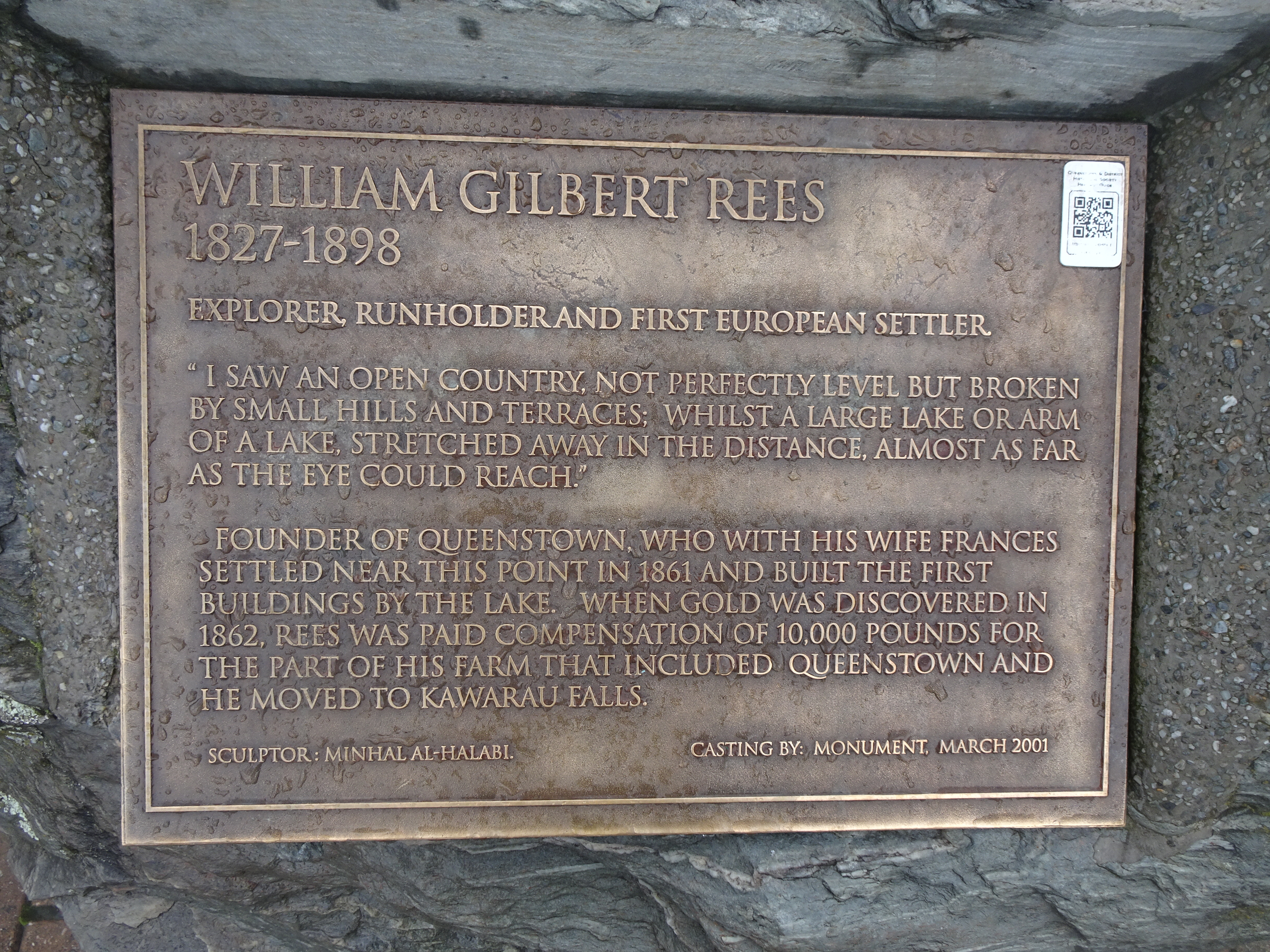
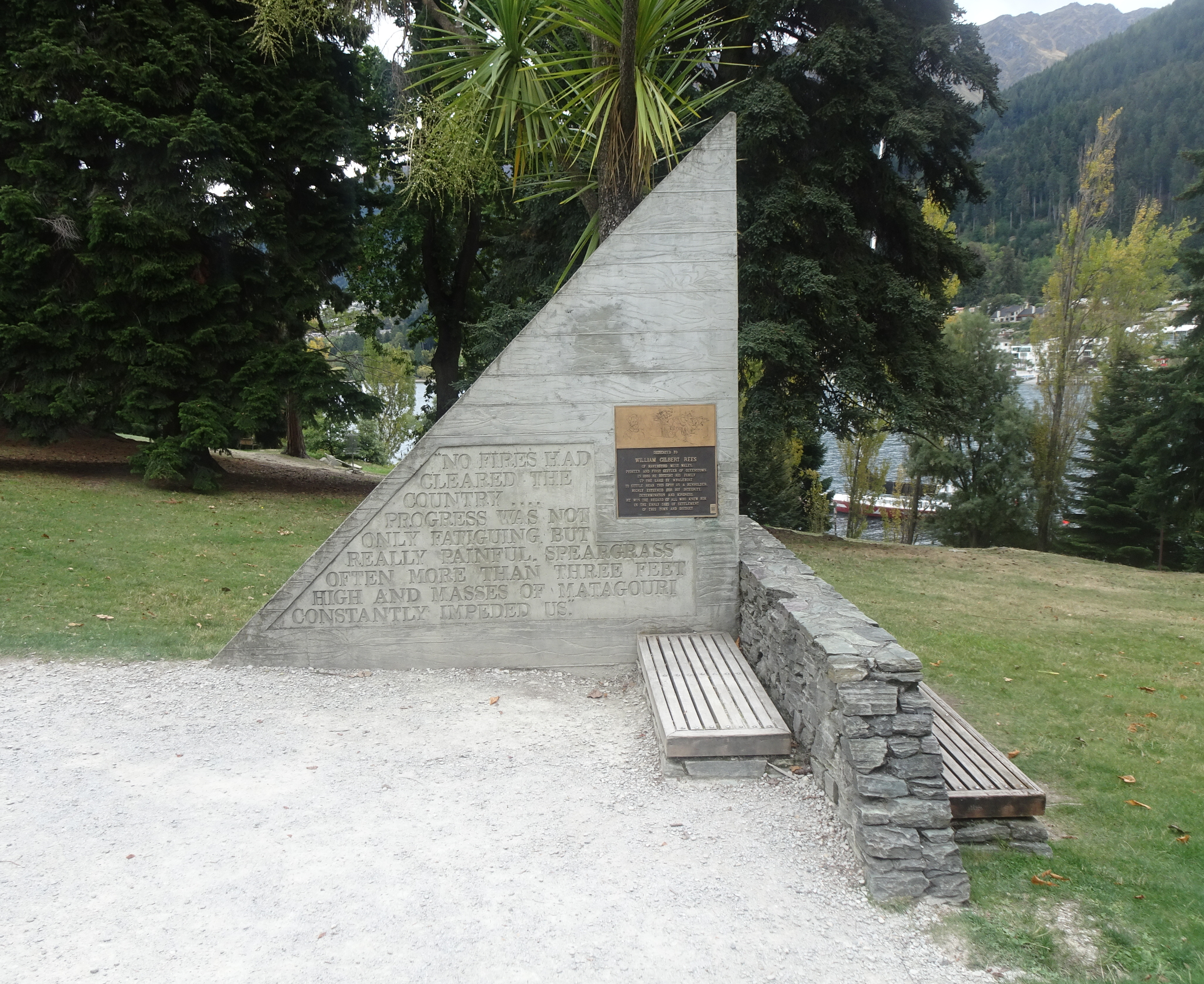
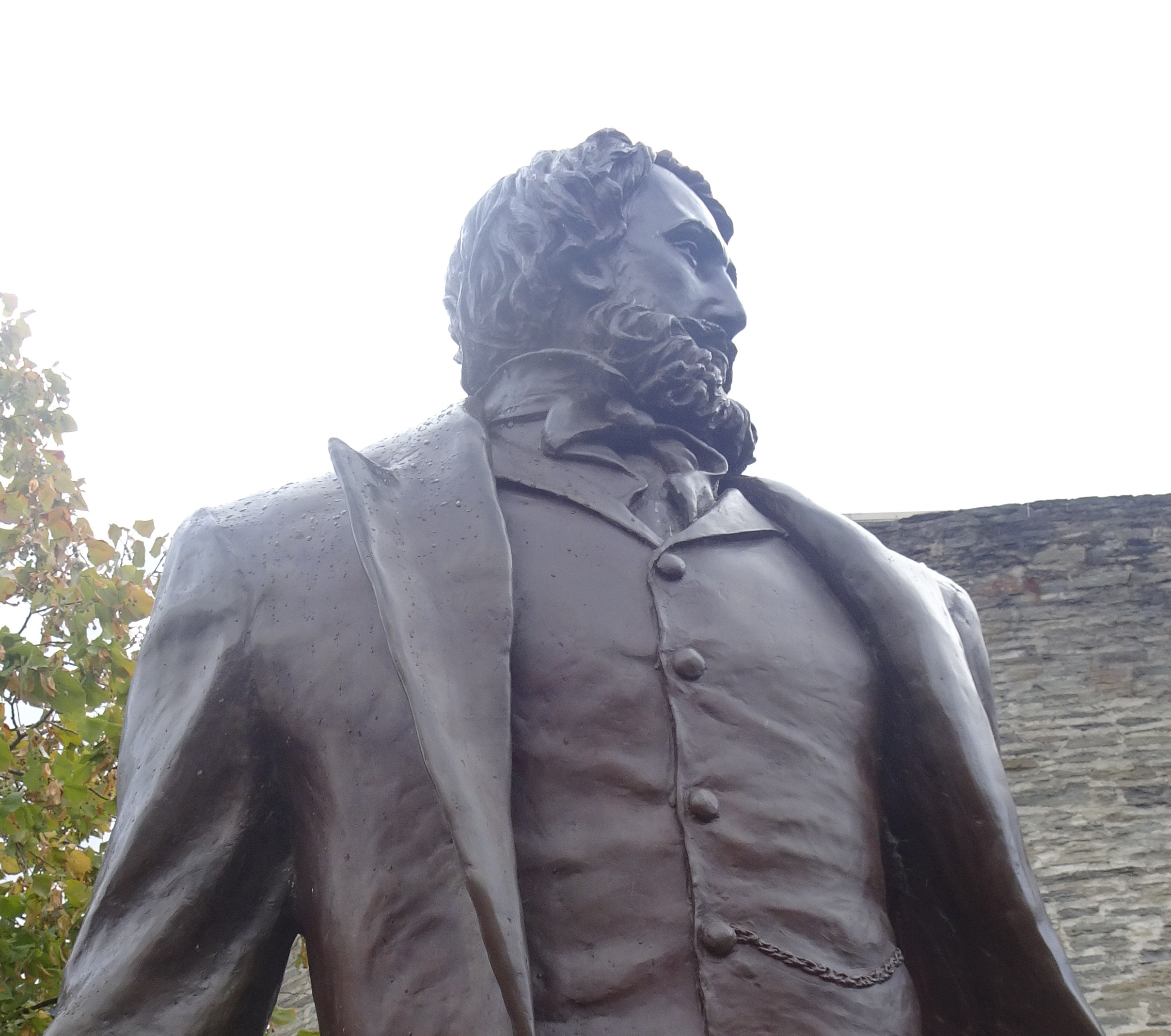